# Leptomyrmex froggatti
Leptomyrmex froggatti é uma espécie de formiga do gênero Leptomyrmex.